# Crianza de los hijos

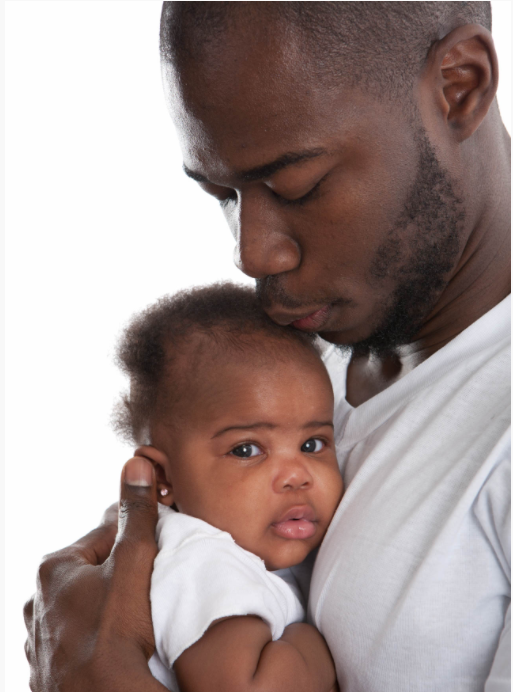
Los padres están cada vez más formando una relación cercana con sus hijos a temprana edad

La crianza de los hijos es la orientación de los padres a incidir en la supervivencia, el bienestar y el aprendizaje de los hijos, la cual puede ser analizada desde sus características, desde las condiciones en que se desenvuelve, así como desde sus implicaciones.

## El comportamiento de los padres
En la literatura especializada, se han propuesto varias formas de categorizar las formas de actuar de los padres en relación con la socialización de sus hijos, entre las que se destacan los estilos, las dimensiones, las prácticas y las pautas de crianza.

### Estilos de crianza
La psicóloga de desarrollo Diana Baumrind estableció la existencia de tres grandes formas o estilos comportamentales de los padres respecto a sus hijos: permisivo, autoritario y autoritativo. Estos estilos de crianza implican combinaciones de aceptación y capacidad de respuesta parental así como de demanda y control sobre los hijos.
- La crianza permisiva o indulgente se caracteriza por manifestar reducidas demandas de madurez hacia los hijos con un énfasis en la expresión de las necesidades de estos. En este estilo son valoradas la libertad y la independencia de los hijos y los padres tienden a basarse principalmente en la orientación pasiva. Tiende a haber pocas o ninguna sanción al incumplir las normas. Los hijos de padres permisivos tienden a reportarse felices, pero pueden mostrar escasos niveles de auto-control porque carecen de una estructura que les permita desarrollarla, lo que a su vez puede interferir en su desarrollo moral.
- El estilo autoritario en la crianza con los hijos se destaca por una prevalencia en las demandas y exigencias, pudiendo resultar en ambientes familiares muy rígidos. Los padres que practican este estilo de crianza tienen un estricto conjunto de reglas, en donde se esperan altos niveles de obediencia, prestando poca atención a las necesidades de los hijos. El castigo suele ser la estrategia dominante para lograr que los hijos se plieguen a  las expectativas que hay sobre ellos, sin explicar la sanción.  Los hijos criados en un hogar autoritario tienden a expresar dificultades en su desarrollo, son más taciturnos y vulnerables al estrés.
- La crianza autoritativa (también llamada "democrática") se basa en el balance entre demandas de madurez y sensibilidad hacia las necesidades de los hijos. Los padres son más conscientes de los sentimientos y de las capacidades de sus hijos, apoyando el desarrollo de su autonomía dentro de límites razonables y fomentando un ambiente cálido en la relación familiar. Tiende a ser considerado el mejor estilo de crianza.
- Después de la propuesta de Diana Baumrid, se propuso la idea de que existieran padres que no encajaran en los tres estilos iniciales. Una de las posibilidades frente a esto fue la de proponer un estilo de "crianza negligente", en donde los padres manifiestan reducidas demandas de madurez y poca sensibilidad hacia las necesidades de los hijos.[3] Tienen poca o ninguna esperanza sobre sus hijos y regularmente no tienen comunicación. Los padres proporcionan lo que el niño necesita para sobrevivir con poco o ningún compromiso. A menudo existe una gran brecha entre los padres y los hijos con este estilo de crianza. Los hijos con poca o ninguna comunicación con los padres tienden a ser las víctimas de la conducta desviada de sus pares y pueden participar en algunas de esas desviaciones. Los hijos de padres negligentes sufren en  áreas como: competencia social, rendimiento académico, desarrollo psicosocial y problemas de comportamiento.

Estos estilos de crianza han manifestado consecuencias diferentes según el contexto cultural y personal en que se expresan, lo cual hace que deban ser analizados con cautela. Así mismo, los padres clasificados en cada uno de estos estilos pueden no plegarse totalmente al patrón descrito, lo que manifiesta ciertas dificultades de consistencia en esta perspectiva (por ejemplo: un padre autoritario puede ser flexible cuando su hijo se encuentra en condiciones de vulnerabilidad, así como un padre permisivo puede resultar estricto cuando hay violaciones severas a normas sensibles). Además, dentro de un mismo hogar, un cuidador primario puede manifestar una cercanía con cierto estilo y otro cuidador primario puede tender a otro estilo, lo que hace que deba analizarse la interacción en un mismo núcleo de crianza de diferentes estilos (por ejemplo: padres y madres).
La crianza de los hijos es muy importante debido a que ayuda a tener un mejor desempeño en las distintas áreas de la vida, como en la escuela, trabajo o universidad; además ayuda a ser ejemplares y educados con las demás personas, los padres hacen muy bien en tener en cuenta a sus hijos y tener más confianza en ellos. La crianza hacia nuestros hijos es algo primordial.
Entre las estrategias de regulación del comportamiento de los hijos se destacan la comunicación, con un ejercicio inductivo en la orientación del comportamiento de los hijos así como una expresión afectiva sincera. Varias investigaciones demuestran que este estilo resulta beneficioso para el desarrollo óptimo de los hijos.

### Dimensiones en la crianza
Formas en que los padres actúan cuando están con sus hijos, las cuales abarcan diferentes tipos de expresiones no excluyentes. Bajo este enfoque, los padres pueden expresar perfiles complejos de comportamiento durante la historia de interacciones con sus hijos.
- Calidez: Expresiones de amor, afecto, cariño y disfrute en la relación con los hijos (por ejemplo: aprobación, apoyo, cercanía).
- Rechazo: Manifestaciones de disgusto, aversión y hostilidad hacia los hijos (por ejemplo: desaprobación intransigente, descalificar, despreciar).
- Estructura: Provisión de parámetros para alcanzar determinados resultados esperados con los hijos (por ejemplo: control contingente, establecimiento de rutinas, delegación de tareas).
- Caos: Interferencias en los caminos o medios para alcanzar objetivos con los hijos (por ejemplo: permisividad, control laxo, disciplina inconsistente).
- Apoyo a la autonomía: Acciones que alientan la expresión auténtica, las opiniones y las preferencias de los hijos (por ejemplo: orientación inductiva, toma conjunta de decisiones).
- Coerción: Exceso de intrusión y restricción sobre las manifestaciones de los hijos (por ejemplo: control psicológico, chantaje, violación de la intimidad).

### Prácticas de crianza
Entre los comportamientos específicos de los padres que influyen sobre el desarrollo de sus hijos, destacan los siguientes:
- Establecimiento de normas: Conjunto de parámetros de comportamiento que los padres plantean a sus hijos, los cuales puede resultar un factor protector ante situaciones de riesgo.[9]
- Monitoreo:[10] Acciones de los padres que les permiten conocer el paradero, acompañamiento y actividades de sus hijos, lo que puede prevenir dificultades sociales de los hijos.[11]
- Apoyo:[12] Vínculo afectivo entre padres e hijos que expresa una disponibilidad emocional de los padres, lo cual puede nutrir positivamente la manifestación de otras prácticas de crianza y, por esa vía, proteger a los hijos ante posibles riesgos psicosociales .[13]
- Comunicación:[14] Interacciones entre padres e hijos centradas en el intercambio a través del lenguaje, las cuales pueden incidir en la forma en que los hijos conciben la realidad y en sus tendencias comportamentales.[15]
- Participación y compromiso:[16] Implicación de los padres en las experiencias de los hijos, lo cual puede manifestarse especialmente influyente sobre el desempeño educativo y las trayectorias académicas de los hijos.[17]

Las creencias parentales
Se refieren al conjunto de ideas de los padres que afectan la manera en que se relacionan con sus hijos. En los estudios académicos acerca de la crianza, se ha investigado la naturaleza, características y tipos de creencias parentales, las condiciones que contribuyen a su manifestación y sus implicaciones tanto para los padres como para los hijos .
Ejemplos de la investigación en este campo incluyen el análisis de las creencias de los padres que inciden en la vacunación, en la tendencia al maltrato, en la propensión de los adolescentes hacia conductas de riesgo, entre otros tópicos relevantes.

### Otras clasificaciones
- Crianza cariñosa- fortalecer el vínculo intuitivo, psicológico y emocional entre el cuidador principal.
- Crianza espiritual- respeta la individualidad del niño, haciendo espacio para que el niño desarrolle un sentido de sus propias creencias a través de su personalidad y su potencial.
- Crianza estricta- enfoque a una estricta disciplina, exigente, con altas expectativas de los padres.
- Crianza helicóptero- sobreprotección, los padres constantemente están involucrados, interrumpiendo la habilidad del niño para funcionar por su cuenta.
- Crianza lenta- le permite al niño desarrollar sus propios intereses permitiéndole crecer dentro su propia persona, pasar mucho tiempo familiar, crear sus propias decisiones, limitar el uso de dispositivos electrónicos y usa más juguetes simples.
- Crianza narcisista- los padres son conducidos por sus propias necesidades, sus hijos son una extensión de su propia identidad, ellos usan a sus hijos para vivir sus sueños.
- Crianza positiva- apoyo incondicionalmente, guiándolos y apoyándolos para un desarrollo saludable.
- Crianza tóxica- Ruptura de la habilidad del niño identificar él mismo reduciendo el autoestima, dejar de lado las necesidades de los niños y el abuso es a veces visto en este estilo de crianza.
- Modelo histórico del desarrollo (el niño como aprendiz)- Mientras las capacidades independientes del niño emergen, las oportunidades están constantemente presentando a un nivel apropiado de la edad. El niño gana autoestima simultáneo a las apariciones de varias competencias en un cada vez número mayor de lugares esenciales, mientras se acerca a la adultez.

## La participación de los padres en la crianza

### Maternidad
Por su compromiso biológico y personal en el proceso de concebir, gestar y dar a luz, las madres suelen ser consideradas agentes fundamentales en el proceso de crianza. En este contexto, el capital cultural de las madres ha sido considerado un aspecto relevante para comprender los mecanismos de influencia durante el proceso de crianza. Asimismo, se han registrado procesos específicos por medio de las cuales las madres influyen en el desarrollo de sus hijos. Por ejemplo, la voz de las madres tiende a activar zonas cerebrales de los bebés relacionadas con el aprendizaje del lenguaje, de la misma forma que se ha podido establecer la importancia de la cantidad y la calidad del lenguaje materno al interactuar con sus hijos en el desarrollo lingüístico de estos.

### Paternidad
La forma en la que los padres de sexo masculino conciben la paternidad se ha transformado manifestándose diferentes opciones para asumirla. A diferencia del pasado donde los padres eran los jefes de familia y las madres se quedaban en casa para cocinar, limpiar y cuidar de los niños, los papeles están empezando a converger. Los padres participan más en las funciones parentales y la asunción de responsabilidades, tales como bañar, vestir, alimentar, cambiar pañales y consolar a los niños. Los beneficios a corto y largo plazo de una paternidad bien realizada inevitablemente se verá reflejado en hijos más seguros, por el hecho de sentirse queridos no solo por mamá sino también por papá como figura paterna a quien el niño va conociendo desde que está en el vientre de la madre, en el mejor de los casos, pues ahora los padres se involucran más desde el embarazo siguiendo con presenciar el parto y estos son momentos que ayudan a crear el vínculo, aun cuando la edad del padre así como el nivel socioeconómico influyan sustancialmente, lo cierto es que al día de hoy la etiqueta de que la paternidad se reduce a ir a trabajar y proveer va formando parte del pasado.

### Crianza compartida
Actualmente los roles de "padre" y "madre" se están transformando pues el rol de la mujer en la sociedad ha tenido un cambio considerable al incorporarse al mercado laboral. El caso más común es que ambos padres trabajen. Hoy por hoy el hombre contribuye aún más en la educación de los hijos y de esta forma se está rompiendo con el viejo sistema que de generación en generación estuvo vigente por mucho tiempo y que por esta razón la mujer tuvo que cargar con la pesada responsabilidad de criar a los hijos sola sin apoyo moral del padre. Sin embargo, ahora la crianza de los hijos se comparte entre los dos padres formando así una crianza compartida, dando como resultado una relación entre ambos padres.

### Estrés de la transición de roles
En 1968, Alice Rossi identificó cinco tensiones involucradas al entrar en la paternidad
- La irreversibilidad: Habla del asunto que a diferencia de otros papeles, uno no puede dejar la paternidad una vez que nace un niño.
- La falta de preparación: No se puede planear de manera absoluta la crianza de los hijos hasta que tienen un hijo en sus brazos para cuidar de forma constante.
- La idealización y romantización: Cuando la realidad de ser padres resulta ser diferente de lo que se espera, es fácil para los nuevos padres se sienten frustrados y decepcionados en sus nuevas funciones.
- Lo repentino: Aborda la cuestión de que, independientemente de los meses de embarazo, un individuo pasa de ser un no-padre a un padre el momento en que se produce el parto y con eso es la rapidez misma de las responsabilidades que van junto con ella.
- Conflicto: El papel de los padres afecta todas las otras funciones que llevan a cabo como individuos. A veces es difícil manejar todas las funciones, esto puede conducir al estrés y no afrontarlo de manera saludable.

### Los cambios con la llegada de los hijos
Cinco dominios de cambio han sido identificados en los nuevos padres de Carolyn Cowan y Phillip con la llegada de nuevos niños.
- Identidad y cambios internos de vida es cuando los padres ya no solo piensan en sí mismos. Las prioridades y valores personales cambian con la adición de un niño a su vida.
- Los cambios en los roles y las relaciones conyugales son los cambios en cómo las parejas se dividen las tareas y responsabilidades. A causa de la fatiga asociada a la llegada de un niño la calidad de relación puede disminuir.
- Los cambios en las relaciones intergeneracionales se producen al convertirse en padres primerizos y esto altera la relación entre ellos y sus padres.
- Los cambios en los roles y las relaciones fuera de la familia ocurren en el trabajo o en las amistades. Los niños nuevos se convierten en prioridad y las relaciones secundarias pasan a segundo plano, en ocasiones estas relaciones se ven afectadas o alteradas.

## Crianza de los hijos durante la vida

### Planificación y antes del embarazo
La planificación familiar consiste en decidir si tener o no tener hijos, cuántos hijos tener y cuándo tenerlos, e incluye la planificación, la preparación y la recolección de recursos. Los padres deben evaluar económicamente (entre otras cosas) si tienen los recursos financieros requeridos (la crianza de un niño implica un costo de alrededor de $16,198 anuales, en los Estados Unidos), deben valorar si su situación familiar es lo suficientemente estable y si son responsables y están calificados para criar a un hijo. La salud sexual y reproductiva y el cuidado preconcepcional afecta el embarazo, el éxito reproductivo materno y la salud física y mental.

### El embarazo y la paternidad prenatal
En el embarazo, el feto se ve afectado por muchas decisiones que los padres hacen, en particular las decisiones relacionadas con estilo de vida. Las decisiones sobre salud y dieta de la madre puede tener un impacto positivo o negativo en el bebé durante el embarazo. Además del manejo físico del embarazo, los conocimientos médicos de su médico, hospital y opciones de parto son importantes. Estos son algunos elementos clave del consejo:
- Pregúntele a su médico con qué frecuencia él o ella está en el hospital y quien cubre por ellos cuando no están disponibles.
- Aprenda todo lo que pueda acerca de su médico de respaldo, así como su médico de atención primaria.
- Elija un hospital con un equipo de anestesistas en el local, las 24-horas.

Muchas personas creen que la paternidad comienza con el nacimiento, pero la madre inicia la crianza y alimentación del niño mucho antes de nacer.
La evidencia científica indica que a partir del quinto mes, el feto es capaz de oír sonidos, tomar conciencia del movimiento, y posiblemente exponer memoria a corto plazo. Varios estudios (por ejemplo Kissilevsky et al., 2003) muestran evidencia de que el feto pueda familiarizarse con su voz o las de sus padres. Otras investigaciones indican que para el séptimo mes, las señales externas de programación influyen en los hábitos de sueño del bebé no nacido. Con base en esta evidencia, se comienza a ser padres mucho antes del nacimiento.

### Recién nacidos y bebés
La crianza de un recién nacido implica mucha responsabilidad de los padres. Las necesidades básicas para un recién nacido son: comida, sueño, comodidad y limpieza; las cuales los padres proveen. La única forma que un bebé tiene para comunicarse es a través del llanto; los padres atentos comenzarán a identificar diferentes tipos de llanto, los cuales representan diferentes necesidades como hambre, malestar, aburrimiento y soledad. Los recién nacidos y niños pequeños requieren alimentación cada pocas horas lo cual es disruptivo para el ciclo de sueño en la edad adulta. Ellos responden con entusiasmo a caricias suaves y abrazos. Suave balanceo hacia atrás y adelante a menudo calma a un bebé que llora, al igual que los masajes y los baños calientes. Los recién nacidos pueden consolarse por chuparse el pulgar o un chupete. La necesidad de succionar es instintivo y permite a los recién nacidos alimentarse. Lactancia es el método recomendado para la alimentación de todas las principales organizaciones de salud infantil. Si la lactancia materna no es posible o conveniente, la alimentación con biberón es una alternativa común. Otras alternativas incluyen la leche materna o la alimentación con fórmula de una taza, una cuchara, jeringa para alimentar o suplementador de enfermería.
La formación de apegos es considerado como la base de los bebés y los niños para formar y conducir las relaciones durante toda la vida. Apego no es lo mismo que el amor y/o afecto aunque ellos a menudo van de la mano. El desarrollo inmediato de apegos, la falta de cariño o una capacidad gravemente afectada con el apego podría causar graves daños a la salud y bienestar del niño. Físicamente no se puede ver síntomas o indicios de un trastorno, pero emocionalmente el niño puede verse afectado. Los estudios demuestran que los niños con un seguro apego tienen la capacidad de formar relaciones exitosas, expresarse de forma interpersonal y lograr una mayor autoestima. Por el contrario los niños que tienen cuidadores que son negligentes o no están disponibles emocionalmente pueden presentar problemas de conducta como el trastorno de estrés postraumático o trastorno de oposición desafiante.
El trastorno de desafío de oposición es un patrón de comportamiento desobediente, hostil y desafiante hacia las figuras de autoridad.

### Primera infancia
Los niños pequeños son mucho más activos que los bebés y tienen el reto de aprender a hacer tareas sencillas por sí mismos. En esta etapa, los padres están muy involucrados en mostrar al niño cómo hacer las cosas en lugar de solo hacer las cosas por ellos, y el niño a menudo imitará a los padres. Los niños pequeños necesitan ayuda para construir su vocabulario, incrementar sus habilidades de comunicación, y manejar sus emociones. Los niños pequeños también comienzan a entender la etiqueta social, como ser cortés y tomar turnos.
Los niños pequeños son muy curiosos acerca del mundo que les rodea y tienen muchas ganas de explorarlo. Ellos buscan una mayor independencia y responsabilidad, y pueden frustrarse cuando las cosas no salen como ellos quieren o esperan. Los berrinches comienzan en esta etapa, y a veces se conoce como los "terribles dos años". Las rabietas son a menudo causadas por la frustración del niño en una situación particular, a veces simplemente por no ser capaz de comunicarse correctamente. Es de esperar que los padres de los niños pequeños les guíen y enseñen mediante rutinas básicas (como lavarse las manos antes de comer o cepillarse los dientes antes de acostarse) con el fin de ir incrementando las responsabilidades del niño. También es normal que los niños pequeños a menudo se sientan frustrados. Se trata de un paso esencial para su desarrollo. Ellos van a aprender a través de la experiencia, ensayo y error. Esto significa que tienen que experimentar la frustración cuando algo no funciona para ellos, con el fin de pasar a la siguiente etapa. Cuando el niño se siente frustrado, a menudo, se comporta mal con acciones como gritar, golpear o morder. Los padres deben tener cuidado al reaccionar a tales comportamientos, ya que darles amenazas o castigos no será útil y solo empeorará la situación.

### Niño
Los niños más pequeños son cada vez más independientes y comienzan a construir amistades. Ellos son capaces de razonar y pueden tomar sus propias decisiones, dadas las situaciones hipotéticas. Los niños pequeños demandan una atención constante, ya que deben aprender a lidiar con el aburrimiento y ser capaces de jugar en forma independiente. También les gusta ayudar, sentirse útiles y capaces. Los padres pueden ayudar a sus hijos mediante el fomento de las interacciones sociales y modelos de comportamientos sociales apropiados. Una gran parte del aprendizaje en los primeros años viene de participar en las actividades y las tareas domésticas. Los padres que observen a sus hijos jugar tendrán la oportunidad de vislumbrar el mundo de sus hijos, aprender a comunicarse más efectivamente con sus hijos y se les da otra opción para ofrecer orientación suave y nutriente. Los padres también están enseñando a sus hijos salud, higiene y hábitos de alimentación a través de la instrucción y el ejemplo.
Los padres deben tomar decisiones en cuanto a la educación de su hijo. Los estilos de crianza en esta área divergen mucho en esta etapa, con algunos padres convirtiéndose muy involucrado en la organización de actividades organizadas y programas de educación temprana. Otros padres optan por dejar que el niño se desarrolle con pocas actividades organizadas.
Los niños comienzan a aprender las responsabilidades y consecuencias de sus acciones, con ayuda de los padres. Algunos padres dan una pequeña cantidad de dinero que aumenta con la edad para ayudar a enseñar a los niños el valor material y cómo ser responsable con ella.
Los padres que son coherentes y justos con la disciplina de sus hijos, quien abiertamente comunican y ofrecen explicaciones a sus hijos, y no descuidan las necesidades de sus hijos de alguna manera, a menudo encuentran que tienen menos problemas con sus hijos como que maduran.

### Adolescentes
En la adolescencia, los niños están comenzando a formar su identidad y se están probando y desarrollando las funciones interpersonales y profesionales que van a asumir como adultos. Por lo tanto, es importante que los padres deban tratarlos como adultos jóvenes. Aunque los adolescentes buscan intercambios, adultos fuera de la familia de orientación u otros modelos para su forma de comportarse, los padres siguen siendo influyentes en su desarrollo. Un adolescente que piensa mal de él o de ella misma, no tiene confianza, se pasea con las pandillas, carecen de valores positivos, sigue a la multitud, no le va bien en los estudios, pierde interés en la escuela, tiene pocos amigos, carece de supervisión en el hogar y no está cerca de los adultos clave como los padres, llegan a ser vulnerables a la presión de grupo. Los padres a menudo se sienten aislados y solos en ser padres de adolescentes, pero aun así deben hacer los esfuerzos para estar al tanto de las actividades de sus adolescentes, brindar orientación, dirección y consulta. La adolescencia puede ser una época de alto riesgos para los niños, donde las nuevas libertades encontradas pueden dar lugar a decisiones drásticas que abren o cierran oportunidades en su vida. Los problemas de los padres en esta etapa de la crianza incluyen tratar con adolescentes "rebeldes" que no conocían a la libertad cuando eran más pequeños. Para evitar todo esto, es importante construir una relación de confianza con ellos. Esto se puede lograr mediante la planificación de actividades divertidas juntos, manteniendo sus promesas, no regañar a él o ella acerca de sus errores del pasado y tratar de escuchar y hablar con ellos sin importar lo ocupado se pueda estar. Cuando una relación de confianza se construye, es más probable que se acerque en busca de ayuda cuando se enfrentan a la presión negativa de sus compañeros. Además, trate de construir una base sólida para ayudar a su hijo a resistir la presión negativa de los compañeros. Para aumentar su autoestima es importante: Elogiar las fortalezas de su hijo en lugar de centrarse en sus debilidades (Les hará sentir bien y crecer seguros de sí mismos, para que él/ella no sienta la necesidad de ganar la aceptación de sus compañeros), reconozca los esfuerzos de su hijo, no solo se centre en el resultado final (cuando se dan cuenta de que usted reconoce sus esfuerzos, él/ella va a seguir intentando), y, por último, no desapruebe el comportamiento del niño, para que no se vuelvan a sus compañeros para la aceptación y comodidad.
En el ámbito escolar en 16 de cada 20 secundarias se hacen citas bimestrales para hacerles saber las calificaciones obtenidas por sus hijos, la comunicación se centra en ello exclusivamente.
Sin embargo, en las cuatro secundarias restantes las juntas además de comunicar resultados, se implementan visitas de los padres de familia a conocer el desempeño de los alumnos en un día normal de clases. Esta práctica es común en las escuelas de nivel preescolar incluso en las de nivel primaria, pero en las secundarias es menos usual aunque sigue siendo una práctica muy importante.
La finalidad de esta actividad es que se realice en un nivel donde los padres se encuentran más alejados de la escuela y los alumnos rechazan la observación paterna. Los padres lo valoran como favorable y manifiestan el efecto positivo que esto tiene en los alumnos.
Tanto padres como profesores señalan que a partir de estas dos actividades:reuniones de información y visitas a la escuela se logran tomar acuerdos de forma compartida a fin de mejorar el aprovechamiento del alumno y su comportamiento.
Finalmente, la definición de metas y objetivos escolares es una actividad a la cual algunas secundarias convocan a los padres de familia. Participar en este tipo de actividades supone una colaboración más compleja y sustantiva por parte de los padres de familia.

### Adultos
La crianza de los hijos usualmente no termina cuando el niño llega a los 18 años. El hijo puede necesitar apoyo más allá de los años de adolescencia, incluso en la juventud y la adultez. La crianza puede llegar a ser un proceso que dure toda la vida.
Sin embargo, en la medida que la crianza constituye un aspecto fundamental en el proceso de socialización durante el desarrollo, es posible que su influencia tienda a declinar de forma marcada en la medida que los hijos crecen.

## Asistencia

### Cuidado
La investigación muestra que el 70 por ciento de los padres colocaron a sus hijos en algún tipo de ajuste de cuidado de niños, cuidado de niños haciendo un componente esencial de la crianza de los hijos. Debido a que otra persona se asociará en la crianza de su hijo, es importante elegir un lugar que se adapte a sus necesidades y se adapte a sus valores y metas para su hijo. Ubicación, configuración y el costo son todos extremadamente importante en la elección de un centro de cuidado infantil. La Asociación Nacional para la Educación de Niños Pequeños (NAEYC) identifica diez elementos para asegurarse de que su hijo está en un buen ambiente de cuidado infantil temprano:
- Los niños pasan la mayor parte de su tiempo jugando y trabajando con materiales u otros niños. Ellos no vagan sin rumbo, y no se espera que se siente tranquilamente durante largos períodos de tiempo.
- Los niños tienen acceso a diversas actividades durante todo el día. Busque una variedad de bloques de construcción y otros materiales de construcción, los accesorios para el juego de ficción, libros de dibujos, pinturas y otros materiales de arte y juguetes de mesa como juegos de juego, tablero de clavijas, y rompecabezas. Los niños no todos deberíamos hacer lo mismo al mismo tiempo.
- Los maestros trabajan con niños individuales, grupos pequeños, y todo el grupo en diferentes momentos durante el día. No pasan todo su tiempo con todo el grupo.
- El salón está decorado con obras de arte originales de los niños, su propia escritura con la ortografía inventada y cuentos dictados por niños a los maestros.
- Los niños aprenden los números y el alfabeto en el contexto de sus experiencias cotidianas. El mundo natural de las plantas y los animales y las actividades significativas como cocinar, pasar lista, o servir aperitivos sirven de base para las actividades de aprendizaje.
- Los niños trabajan en proyectos y tienen largos períodos de tiempo (por lo menos una hora) para jugar y explorar. Hojas de trabajo se utilizan poco o nada.
- Los niños tienen la oportunidad de jugar al aire libre todos los días. Jugar al aire libre nunca es sacrificado por más tiempo de instrucción.
- Los maestros leen libros a los niños de forma individual o en pequeños grupos durante todo el día, no solo en el tiempo de grupo historia.
- El currículum está adaptado para aquellos que están por delante, así como aquellos que necesitan ayuda adicional. Los maestros reconocen que los antecedentes de los niños diferentes y experiencias significan que ellos no aprenden las mismas cosas al mismo tiempo, de la misma manera.
- Los niños y los padres esperan la escuela. Los padres se sienten seguros de enviar a sus hijos al programa. Los niños están contentos de asistir; no lloran ni se quejan regularmente de sentirse enfermo.

También pregunte si el programa está acreditado por NAEYC. Los programas acreditados por NAEYC completan un riguroso estudio independiente y externo para demostrar que cumplen con los estándares de excelencia en la educación de la primera infancia.
La psicoterapia infanto-parental (PIP) tiene el objetivo de abordar problemas de infantes, como los trastornos emocionales, conductuales y alimentarios. También tiene como objetivo abordar los problemas en la relación de los padres con sus hijos, tales como las dificultades en la creación de vínculos afectivos. Para esto, los psicoterapeutas usan un enfoque psicodinámico, que imparten de manera conjunta a ambos, al padre y al infante, en sesiones semanales durante el transcurso de varias semanas. Se ha planteado la interrogante de qué tan efectivo es el uso de la PIP con madres, para mejorar aspectos como la salud mental infantil o la relación infanto-materna.
Una revisión sistemática de 8 estudios, la mayoría realizados en Estados Unidos, y los otros en Canadá, Suiza y Suecia, concluyó que, en comparación con ningún tratamiento o con un tratamiento habitual, la PIP es eficaz en mejorar el estado de apego de los bebés de madres que atraviesan por adversidades, pero no hay evidencias que apoyen su uso para mejorar otros aspectos de la relación o el funcionamiento parental, o que apoyen su uso en vez de tratamientos alternativos. La calidad de la evidencia incluida, sin embargo, es débil, por lo que estos resultados deben interpretarse con cautela.